# Ancistrus taunayi
Az Ancistrus taunayi a sugarasúszójú halak (Actinopterygii) osztályának harcsaalakúak (Siluriformes) rendjébe, ezen belül a tepsifejűharcsa-félék (Loricariidae) családjába tartozó faj.

## Előfordulása
Az Ancistrus taunayi kizárólag Dél-Amerikában fordul elő, az Uruguay folyó medencéjének középső részén.

## Megjelenése
Ez a tepsifejűharcsa-faj elérheti a 11,9 centiméter hosszúságot. Az eddig kifogott legnehezebb példány 52,30 grammot nyomott.

## Életmódja
A mérsékelt övi édesvizeket kedveli. Mint a többi Ancistrus-faj, a víz fenekén él és keresi meg a táplálékát.